# Dům U Zlatého lva (Pohořelec)
Dům U Zlatého lva (také U Frýdlů, Strahovská fara) je dvoupatrový dům v Praze na Hradčanech, s podloubím a jižní fasádou do ulice Pohořelec č.p. 113/23 a se dvěma dvorními křídly. Od roku 1964 je (včetně zahrady) kulturní památkou.

## Historie

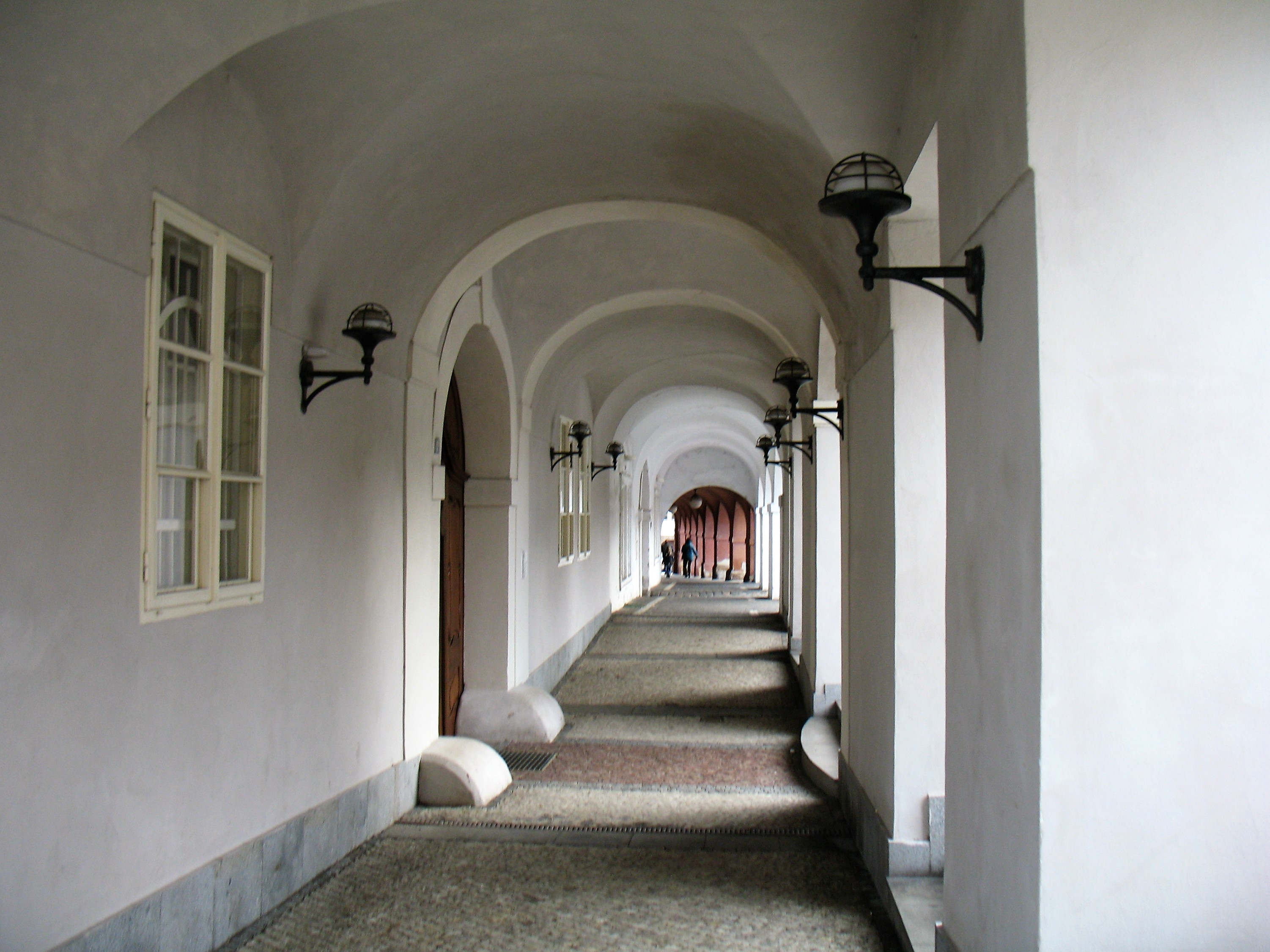
Podloubí

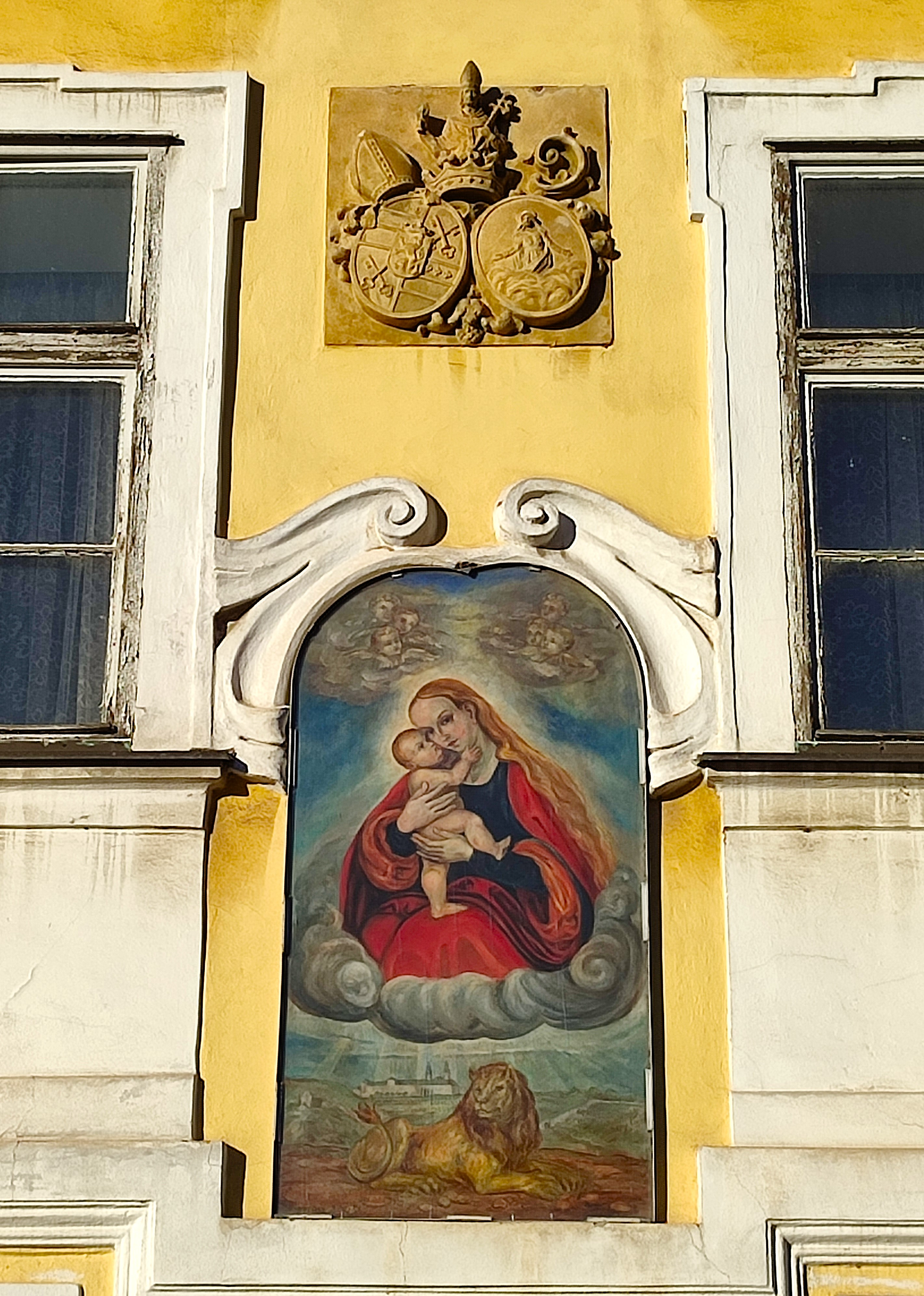
Domovní znamení a znak strahovského opata na fasádě

Dům je gotického původu, jak dokládá dochovaný středověký sklep z opukového kvádříkového zdiva. Písemnými zprávami jsou jeho majitelé doloženi od roku 1379 počínaje měšťanem Ulricem (Oldřichem), do konce 14. století se v něm vystřídali další majitelé a nájemníci. Ve 2. polovině 16. století byla zaznamenána první renesanční přestavba, jako malý domek Jana Frydla se připomíná koncem 16. století. Na počátku 17. století byl majitelem Filip Folgenoch, dům byl opět renesančně přestavován. Zahradu Strahovský klášter roku 1614 na 50 let pronajal Janu Salcprunovi.
Od roku 1671 byl majitelem zvonař a dělolitec Mikuláš Löw, po němž  dům dostal roku 1674 jméno „U zlatého lva“ a mariánské domovní znamení se zlatým lvem.
V 18. století tu byla zájezdní hospoda s rozsáhlou stájí a maštalemi ve dvorních křídlech. V době za bavorsko–francouzského vpádu v letech 1741 a 1742 byl dům značně poškozen rakouskou dělostřelbou. Opravený objekt pak roku 1773 získal zpět  Strahovský klášter, který v něm zřídil svou faru; v této souvislosti byl dům upraven a snad i částečně přestavěn.

## Popis
Hlavní jižní průčelí domu (do ulice) je barokní, symetrické, v obou patrech osmiosé. Podloubí v přízemí je otevřeno třemi oblouky arkády s valenými, lehce zahrocenými klenbami s pasy. 
Nad středním polem arkády je na fasádě mezi okny prvního patra štukový volutový rám a v něm domovní znamení: deskový obraz Pasovské Madony s Ježíškem barokního původu, malovaný na zinkovém plechu. Pod madonou leží zlatý lev a v pozadí v krajině je silueta Strahovského kláštera. Nad ním je dvojice navzájem ukloněných štukových erbů strahovského opata  Františka Michaela Dallera pod opatskou infulí a berlou, v klenotu má královskou korunu a z ní vyrůstající polopostavu svatého Norberta, patrona Strahovského kláštera.
Podloubí je zaklenuto třemi poli valené klenby se třemi páry trojúhelných výsečí, portál vjezdu do domu má kamenné omítnuté ostění. Vstupní dveře s brankou jsou novodobou kopií (z roku 1991) původních vrat.
Z průjezdu do obdélného dvora vede vlevo dvouramenné, dřevěné, raně barokní schodiště. Dvorní průčelí jsou jednoduchá, podél západního dvorního křídla je krátká pavlač s oplechovaným zábradlím.